# Кедлстон-холл
Кедлстон-холл (англ. Kedleston Hall) — памятник архитектуры английского неоклассицизма и палладианства. Усадебный дом семейства Керзонов в Кедлстоне, графство Дербишир, примерно в 4 милях (6 км) к северо-западу от Дерби. Постройка, завершённая в 1759—1763 годах выдающимся шотландским архитектором Робертом Адамом.

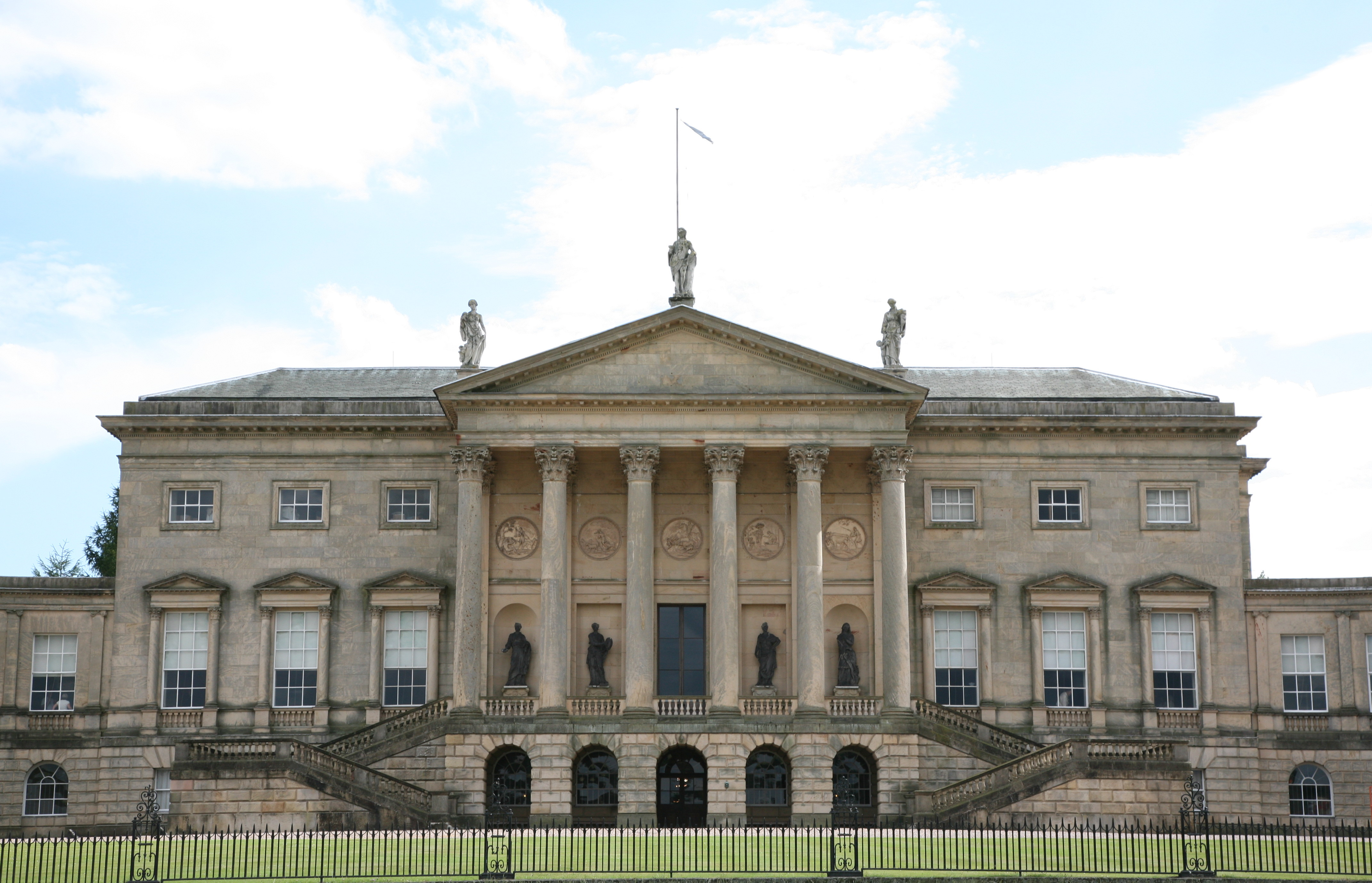
Центральный корпус северного фасада

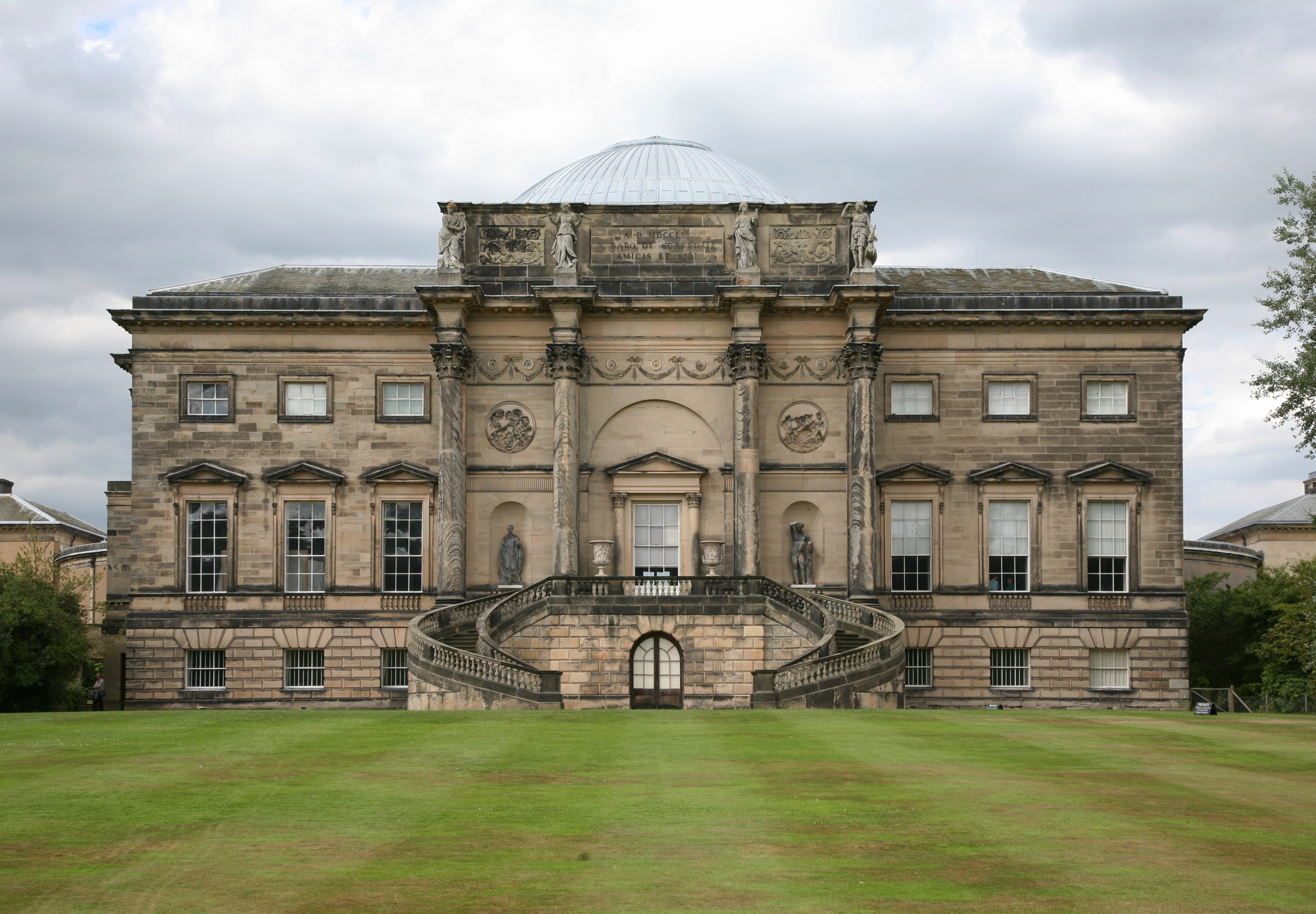
Кедлстон-холл. Южный фасад

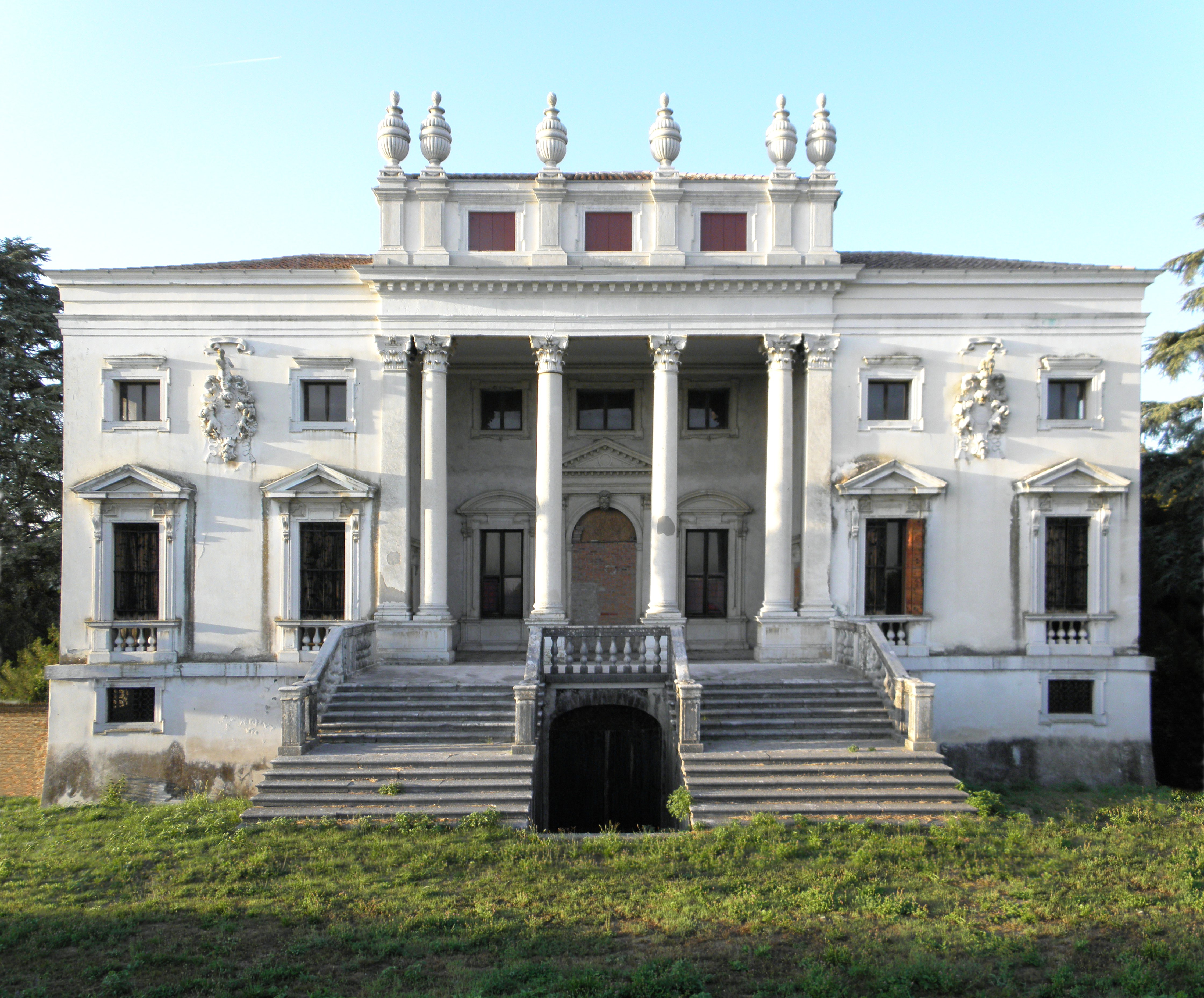
Вилла Нани-Мочениго. В. Скамоцци по проекту А. Палладио. 1580—1584

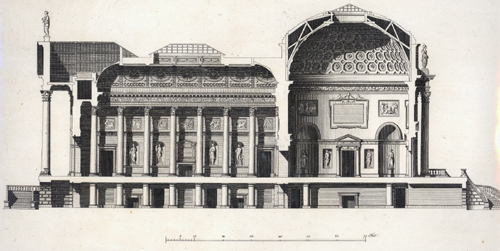
Поперечный разрез по оси Мраморного зала

## История
Семья Керзон, чья фамилия происходит от названия города Нотр-Дам-де-Курсон (Notre-Dame-de-Curson) в Нормандии, владела поместьем с XIII века. В 1759 году Натаниэл Керзон сумел передвинуть селение Кедлстон, чтобы освободить место для строительства большого дома и парка. Всё, что осталось от старой деревни, — это церковь Всех Святых XII века в Кедлстоне.
В 1939 году Ричард Керзон, 2-й виконт Скарсдейл, предложил Кедлстон-холл военному министерству. Во время войны в здании располагались военкомат, армейский тренировочный лагерь, знаменитая служба радиоразведки и британских шифровальщиков.
Кедлстон-холл послужил образцом для ряда официальных резиденций в британских колониях, включая Радж Бхаван, резиденцию (англ.) вице-королей Индии в Калькутте. Примечательно, что Джордж Натаниэль Керзон, самый известный член семьи, стал вице-королем Индии в 1898 году и поэтому проживал в обоих домах.
В настоящее время Кедлстонская усадьба находится в ведении государства и представляет собой музей истории и архитектуры. Здесь бережно сохраняется память о самом знаменитом владельце Кедлстон-холла — дипломате Джордже Керзоне. В 2019 году Кедлстон-холл посетило около 212 000 человек.

## Архитектура
Здание было спроектировано архитекторами-палладианцами Джеймсом Пейном и Мэтью Бреттингемом. Проект отчасти основан на нереализованном варианте виллы Нани-Мочениго, спроектированной самим Андреа Палладио. Мало известный в то время архитектор Роберт Адам создал несколько садовых построек и распланировал парк. Керзон был настолько впечатлен проектами Адама, что решил использовать их при строительстве своего загородного дома.
Композиция главного здания абсолютна симметрична; она состоит из трёх блоков, соединенных двумя изогнутыми галереями. Северные фасады всех трёх корпусов общей протяжённостью 107 метров оформлены колонными портиками. Первый этаж рустован, а верхние этажи сделаны из гладкого камня. Шестиколонный портик коринфского ордера центрального корпуса приподнят на аркадах, а его треугольный фронтон увенчан статуями.
В главном корпусе находятся парадные комнаты, которые использовались для приёмов важных гостей. Восточный корпус представляет собой самостоятельный загородный дом и содержит семейные комнаты. В западном корпусе находились кухня и другие служебные помещения, а также комнаты прислуги. Запланированные ещё два павильона такого же размера и внешнего вида так и не были построены. Эти дополнительные крылья должны были содержать музыкальный зал на юго-востоке и консерваторию с капеллой на юго-западе. Южные фасады этих последних павильонов отличались бы от их северных аналогов большими палладианскими окнами парадного (второго) этажа.
Южный фасад возведён по проекту Роберта Адама. Он также разделён на три основные части. Центральная часть с двумаршевой лестницей, четырьмя колоннами коринфского ордера и высоким аттиком со статуями, как считается, следует композиции Триумфальной арки императора Константина в Риме, что вполне в духе Андреа Палладио. Центральную часть здания венчает невысокий купол, который виден только издалека.

## Интерьер
Все интерьеры, включая орнаментальный декор, мебель и прочие предметы обстановки созданы по рисункам братьев Роберта и Джеймса Адамов. Основное парадное помещение — большой Мраморный зал, призван вызвать в памяти атриум древнеримских вилл. Двадцать каннелированных колонн, облицованных искусственным мрамором, с коринфскими капителями поддерживают богато украшенный карниз и высокие своды. В нишах стен установлены скульптуры, над нишами — отдельные панно в технике гризайль. Пол украшен инкрустацией итальянским мрамором. Первоначальные планы Мэтью Пейна для этой комнаты предусматривали свет из обычных окон на северной стороне, но Адам, следуя стилю древнеримских терм, отказался от окон и осветил помещение верхним светом.
Мотивами для рельефов стукко, оформляющих падуги Мраморного зала, послужили древнеримские гротески. По утверждению самих братьев Роберта и Джеймса Адамов источниками их рисунков являлись: «Семьдесят три древние гробницы, где лепнина остаётся почти целой; они превосходной работы и самого низкого рельефа, который я когда-либо видел, но их близость к глазу делала это ещё более необходимым». Джеймс Адам также писал: «В Помпеях я увидел комнату, которая, казалось, была расписана арабесками». Другим источником, из которого братья получили дополнительную помощь в оформлении потолков и барельефов, «были итальянские гротески Рафаэля с учениками, навеянные обнаруженными остатками декора в Термах Тита в Риме. Из этих остатков Рафаэль получил предположения, которые он в конечном итоге развил в Лоджии в Ватикане, носящей его имя. Выполнение этой работы было поручено Рафаэлем своим ученикам, которые и выполняли их».
Если холл был атриумом виллы, то примыкающий салон должен был напоминать вестибюль. Гостиная, лежащая за триумфальной аркой южного фасада, возвышается, как и мраморный зал, во всю высоту дома на 18,85 метра до самой высокой точки купола, в котором окулус (круглое окно) обеспечивает дневной свет. Ротонда (Круглая комната), спроектированная как галерея скульптур, была завершена в 1763 году. Оформление комнаты также следует «римскому стилю»: в четырех массивных, похожих на апсиды нишах встроены печи, замаскированные под постаменты для классических урн. Четыре двустворчатые двери имеют фронтоны, поддерживаемые лепными мраморными колоннами, а на уровне второго этажа украшены панно в технике гризайль. Уникальные камины во всех комнатах также созданы по рисункам братьев Адам. Античная тема продолжается в библиотеке, гостиной, музыкальной комнате и вниз по парадной лестнице (завершённой в 1922 году) в так называемый «Цезарь-холл».

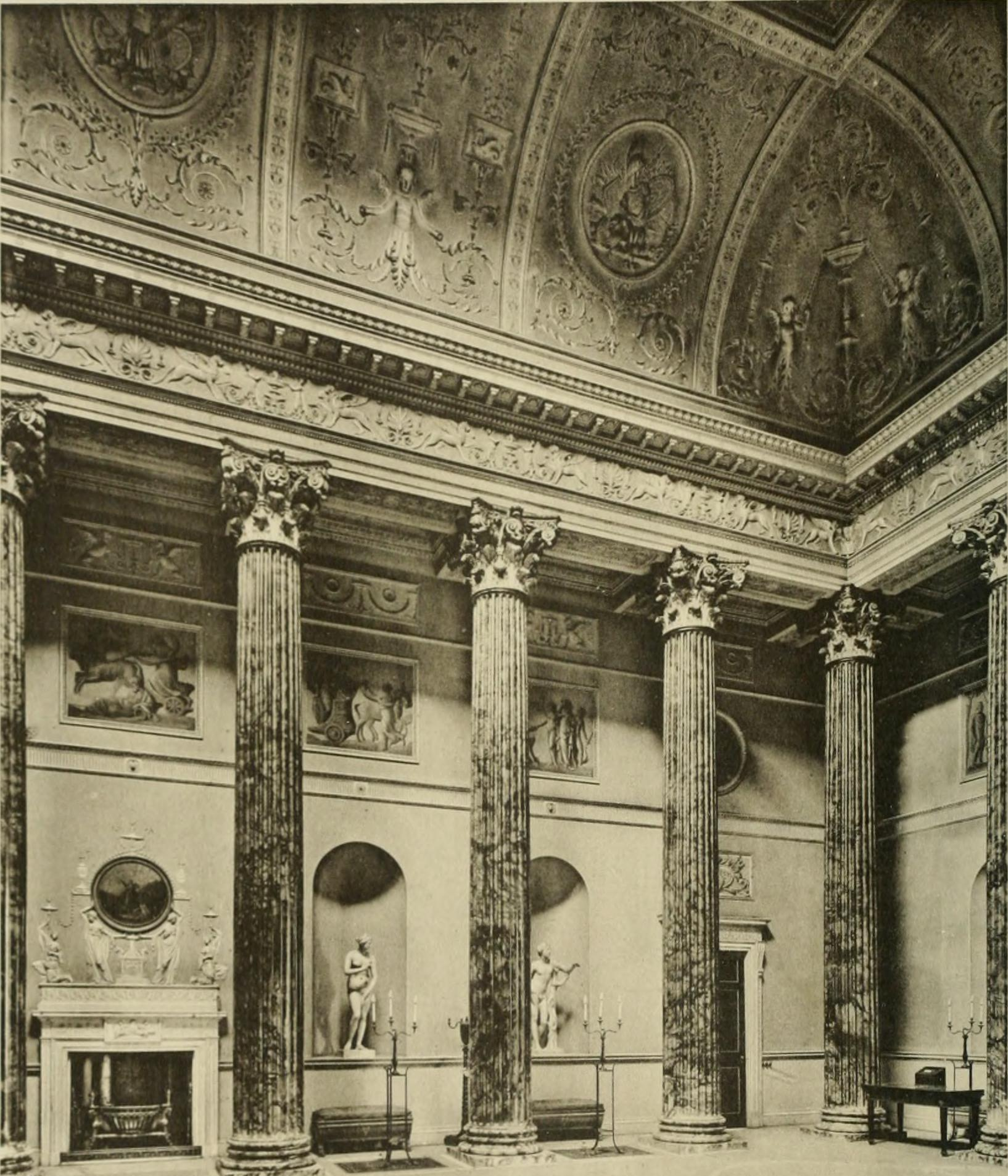
Мраморный зал. Фотография 1915 г.
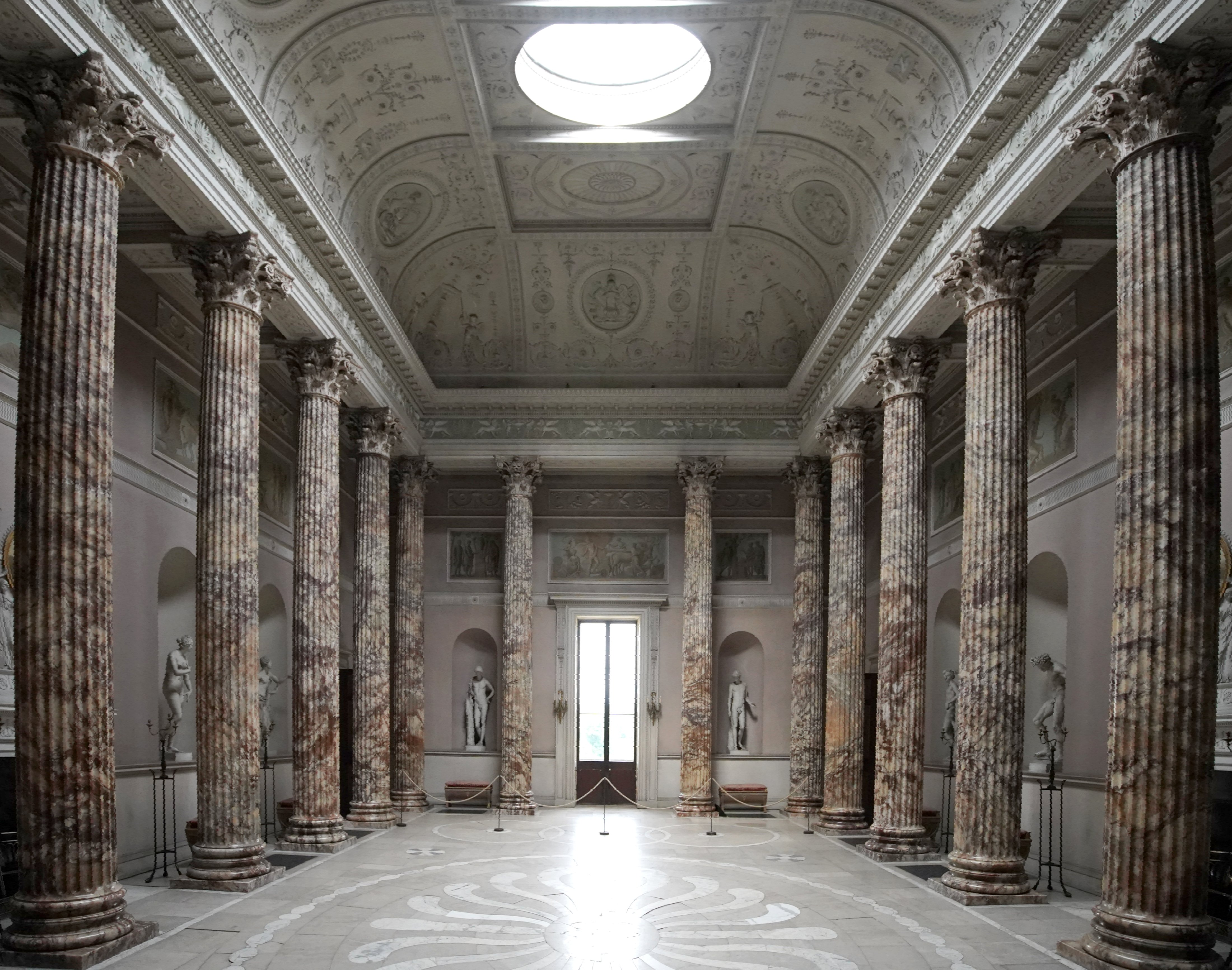
Мраморный зал
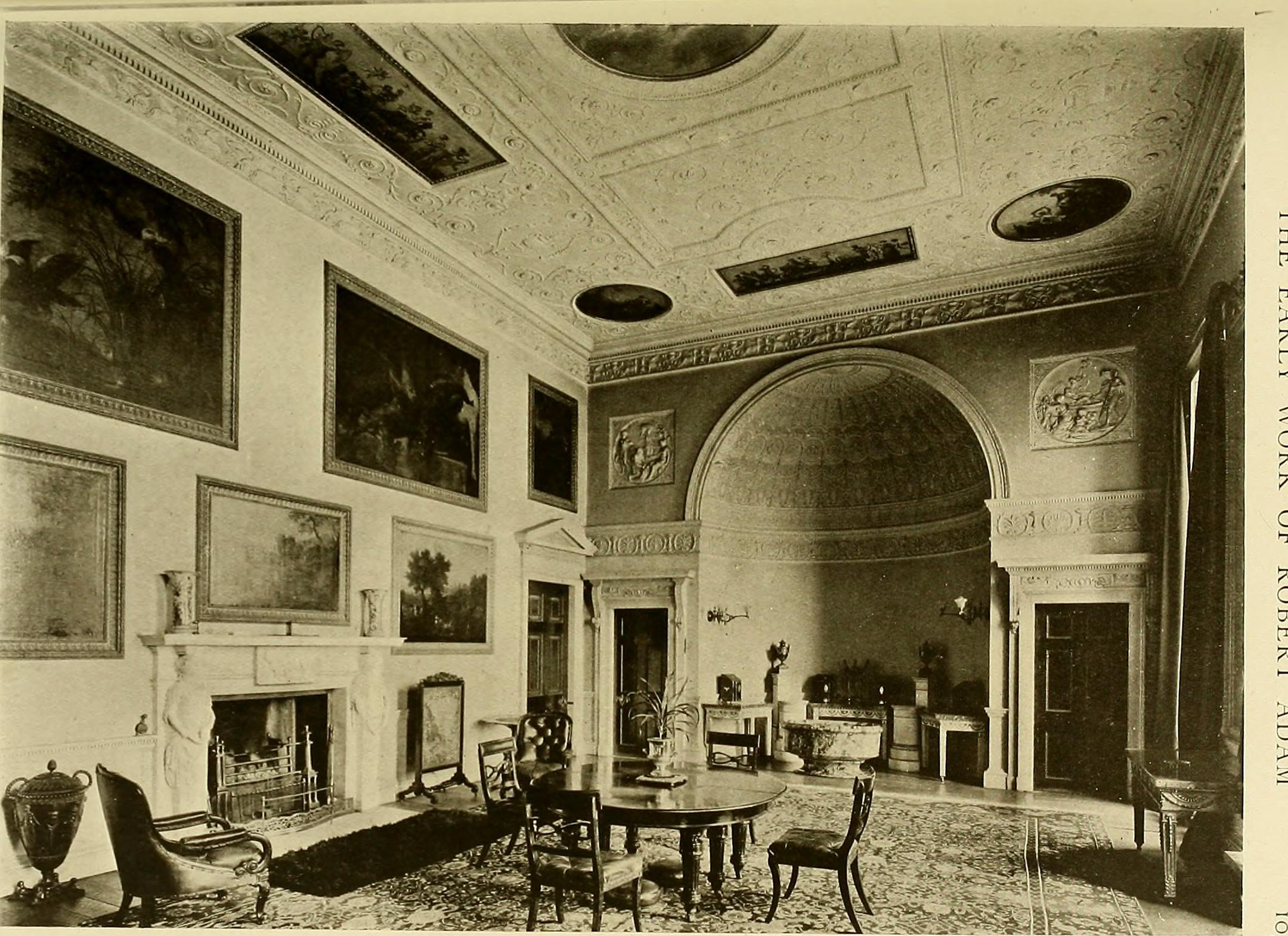
Гостиная. Фотография 1915 г.
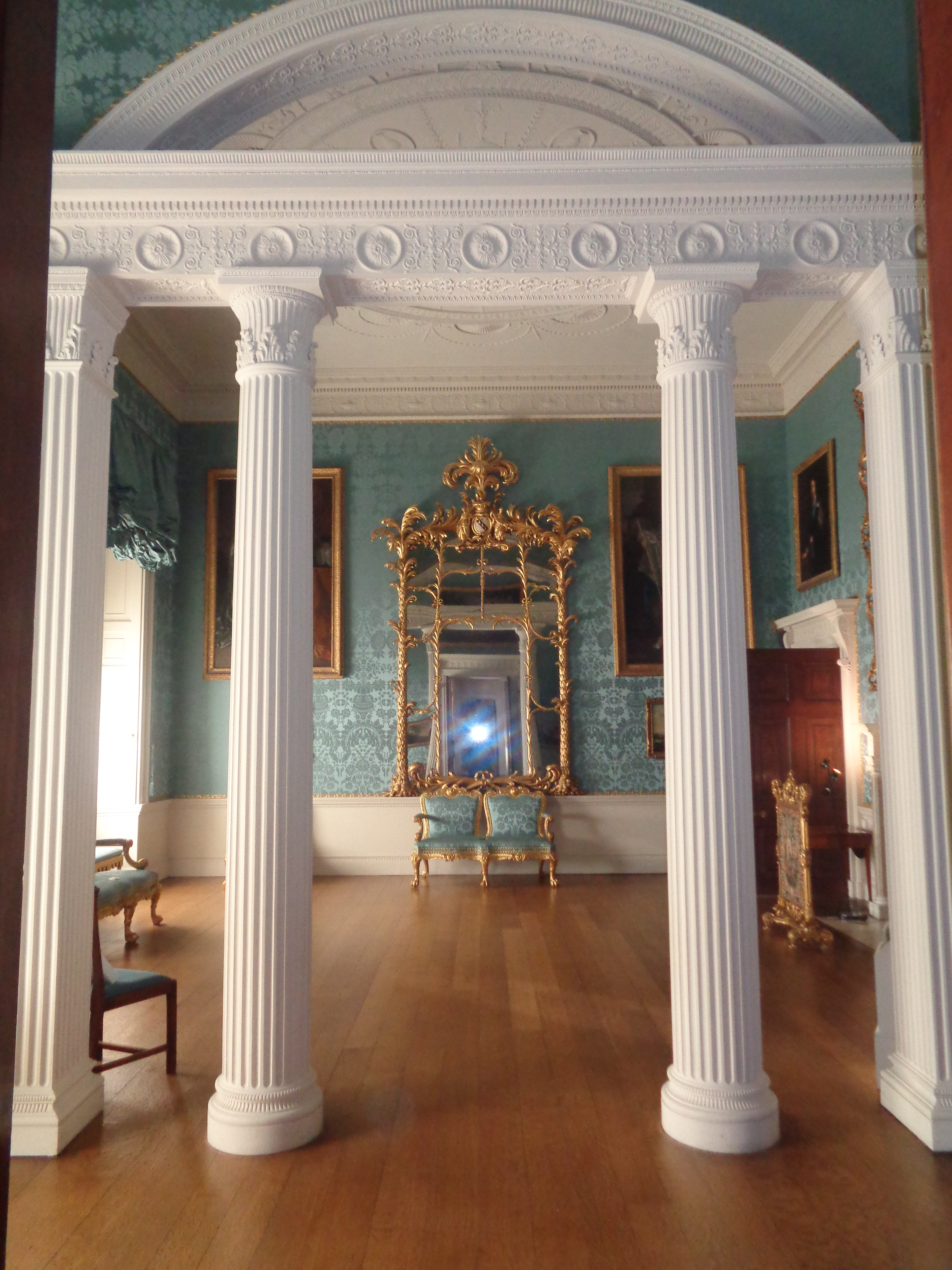
Проходные комнаты
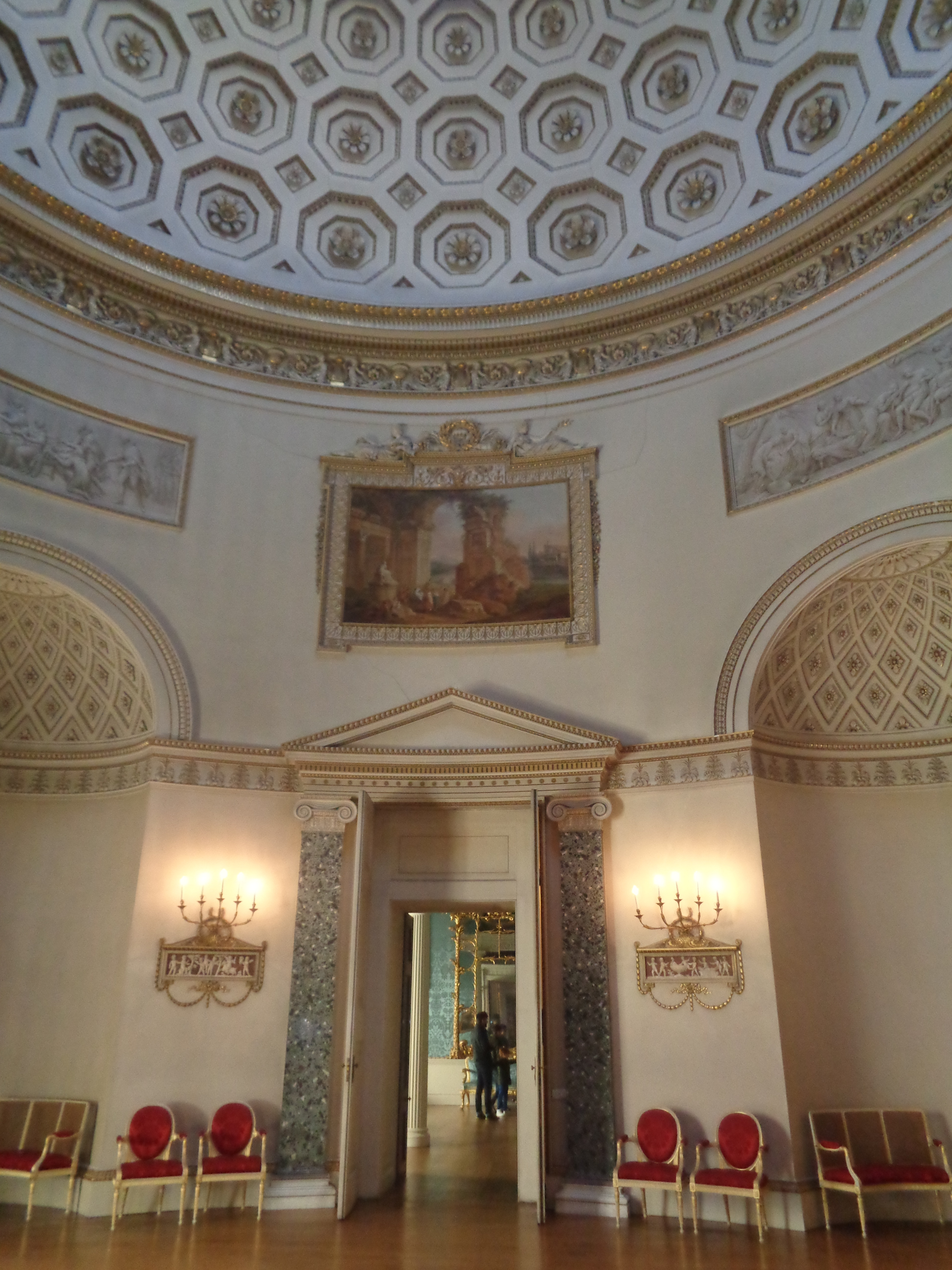
Ротонда
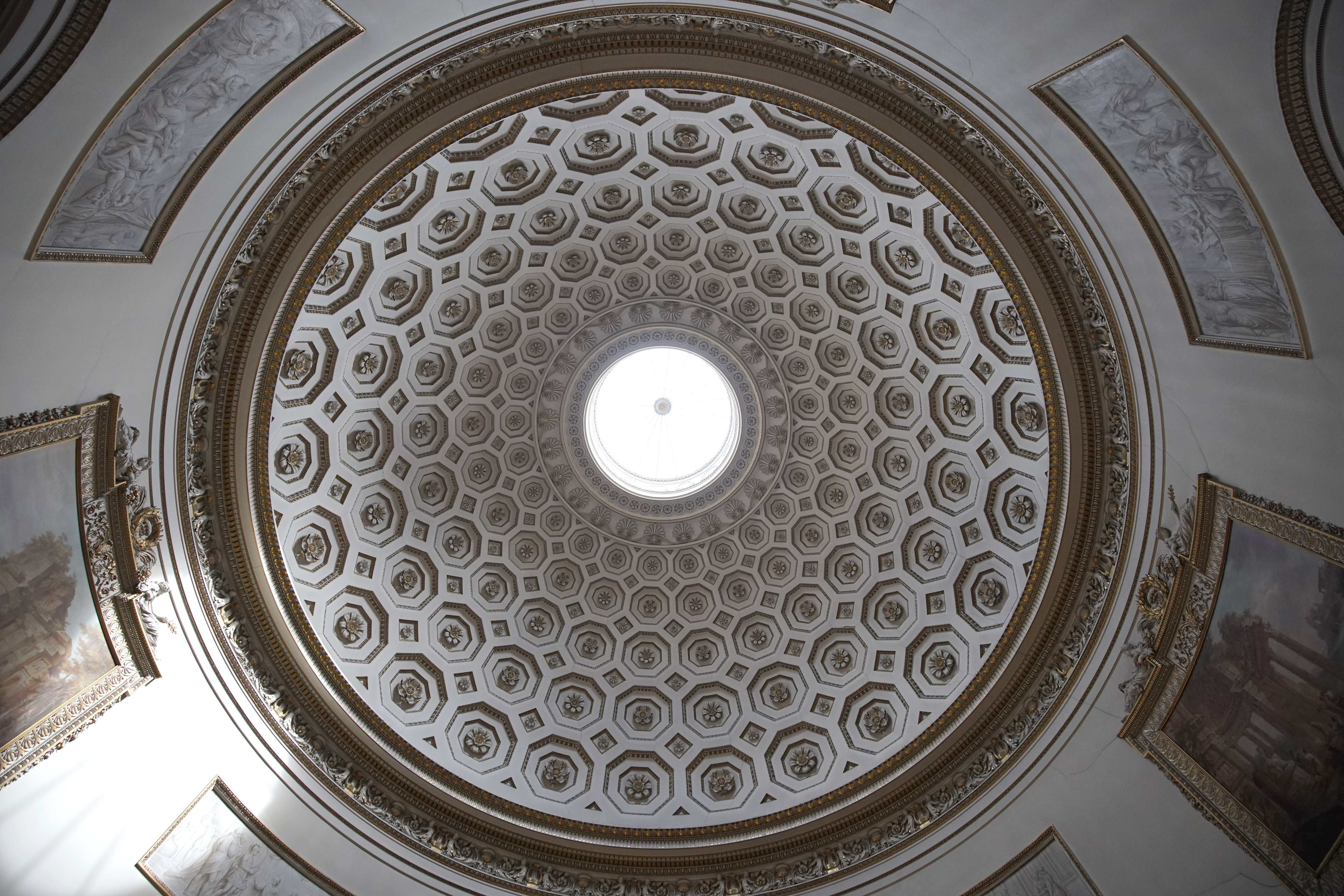
Купол ротонды
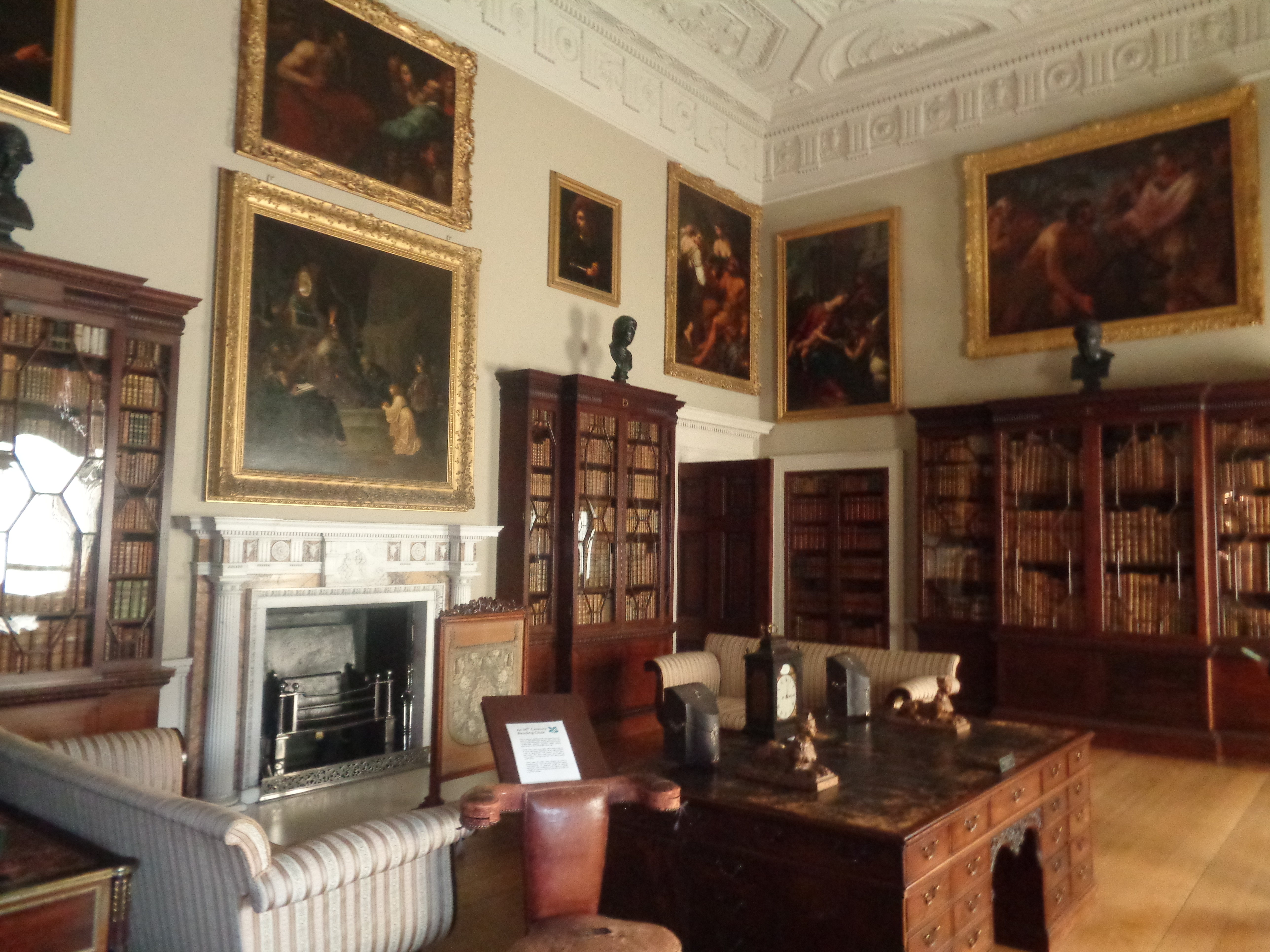
Библиотека

В доме выставлено множество экспонатов, относящихся к жизни лорда Керзона, вице-короля Индии в начале 1900-х годов, в том числе его коллекция дальневосточных артефактов. Также представлено коронационное платье баронессы леди Мэри Керзон 1903 года. Оно было разработано Жаном-Филиппом Уортом Младшим в Париже и получило название «платье павлина» (Peacock Dress) из-за множества вшитых в его ткань драгоценных и полудрагоценных камней. Драгоценные камни теперь заменены имитациями, но эффект не менее ослепителен.